# Gonzalo Palacín
Gonzalo Palacín Guarné, né le 9 février 1984, est un homme politique espagnol membre du Parti socialiste ouvrier espagnol (PSOE).
Il est élu député de la circonscription de Huesca lors des élections générales de décembre 2015.

## Biographie

### Vie privée
Il est marié et père d'un fils.

### Études et profession
Il réalise ses études à l'université de Barcelone où il commence une licence en sciences économiques en septembre 2002 puis un master en création, gestion et développement de franchises en septembre 2005. Il obtient ces deux diplômes en juin 2006 et commence un master en marchés financiers à l'université Pompeu Fabra trois mois plus tard ; master qu'il décroche en juillet 2007, en même temps qu'une licence européenne de conseiller financier (EFPA). En mai 2011, il obtient un master en banque commerciale du Centre international d'études financières de l'université d'Alcalá de Henares. Il possède un niveau bilingue en anglais, sanctionné par l'université de Cambridge, et en catalan, langue utilisée dans ses activités professionnelles. Il possède un niveau basique en français.
Il est recruté par banc Sabadell en mai 2006 comme responsable des titres internationaux à revenus fixes au sein des services centraux situés à Alicante. En octobre 2007, il devient assesseur financier de la banque Santander à Sant Feliu de Llobregat. Il est promu gérant d'entreprises à l'unité de Cornellá de Llobregat en mai 2008. Il est à nouveau promu en avril 2011 et devient directeur de succursale à Alcarràs. Il est, à nouveau, gérant d'entreprises à Lleida à partir de mars 2015.

### Adhésion au PSOE et premiers mandats
Il adhère au PSOE à l'âge de 20 ans. Simple militant, il est élu secrétaire général des socialistes de Monzón dans les mois qui suivent le congrès fédéral extraordinaire de juillet 2014. Lors des élections municipales de mai 2015, il est élu conseiller municipal de sa ville natale sur la liste d'Álvaro Burrel. Devenu maire en juin suivant, Burrell le nomme conseiller délégué au Centre historique et à l'Urbanisme, au Développement et aux Festivités,.

### Député national
Il est investi en première position sur la liste présentée par le parti dans la circonscription de Huesca à l'occasion des élections générales de décembre 2015,. Il est aidé dans sa campagne par le porte-parole parlementaire Antonio Hernando et par le secrétaire à l'Organisation César Luena. Il est élu au Congrès des députés après que sa liste a remporté 30 183 voix et près de 25 % des suffrages exprimés. Rattaché à la commission de l'Équipement, il est membre de la commission de l'Industrie, de l'Énergie et du Tourisme et de celle de l'Étude du changement climatique. Il est, en outre, porte-parole adjoint à la commission de l'Agriculture, de l'Alimentation et de l'Environnement.
Candidat à un nouveau mandat lors du scrutin législatif anticipé de juin 2016, sa liste se maintient avec 29 915 voix et il est réélu au palais des Cortes. D'abord confirmé comme porte-parole adjoint à la commission de l'Agriculture, il est promu porte-parole titulaire en juillet 2017 après la facile réélection de Pedro Sánchez au secrétariat général du PSOE. Membre de la commission des Budgets, il est aussi porte-parole adjoint à la commission de l'Économie, de l'Industrie et de la Compétitivité. Après la constitution du gouvernement Sánchez I en juin 2018 et la démission de nombreux députés devenus ministres ou secrétaires d'État, il devient porte-parole titulaire à la commission de l'Économie et de l'Entreprise, en tandem avec Óscar Galeano.